# Saint-Christophe-en-Oisans
Saint-Christophe-en-Oisans là một xã của tỉnh Isère, thuộc vùng Rhône-Alpes, đông nam nước Pháp.